# Old Bridge of Ayr
Die Old Bridge of Ayr, auch Auld Bridge of Ayr oder Auld Brig of Ayr, ist eine ehemalige Straßenbrücke in der schottischen Stadt Ayr in der Council Area South Ayrshire. Das heute nur noch von Fußgängern genutzte Bauwerk wurde 1971 in die schottischen Denkmallisten in der höchsten Denkmalkategorie A aufgenommen. Eine ehemalige Einstufung als Scheduled Monument wurde 1998 aufgehoben.

## Geschichte
Bereits in der königlichen Charta aus dem Jahre 1236 ist eine Brücke in Ayr erwähnt. Sie könnte aus dem Jahre 1232 stammen. Bei dieser handelt es sich aber zweifelsfrei nicht um die heutige Brücke. Dieses entstand zwischen 1470 und 1525. Bereits 1597 wurde ihr Zustand als ruinös beschrieben, woraufhin 1732 der nördlichste Bogen einstürzte. Das Bauwerk wurde mehrfach instand gesetzt, zuletzt zwischen 1907 und 1910. Heute ist die Old Bridge of Ayr für den Fahrzeugverkehr gesperrt und ausschließlich für Fußgänger freigegeben. In seinem Gedicht The Brigs of Ayr prophezeite Robert Burns korrekt, dass die Old Bridge of Ayr die New Bridge of Ayr (Neubau im Jahre 1877) überdauern würde.

## Beschreibung
Die Old Bridge of Ayr ist eine Steinbogenbrücke, die den River Ayr in Ayr mit vier Bögen quert. Während die nördlichen drei Bögen als Segmentbögen gearbeitet sind, handelt es sich bei dem südlichen um einen Spitzbogen. Die lichten Weiten betragen zwischen 15,8 und 16,1 m, wobei die Pfeiler jeweils 4,6 m mächtig sind. Diese sind mit dreieckig hervortretenden massiven Eisbrechern gestaltet. Die Brücke ist etwa fünf Meter breit.